# Nick Pickering
Nicholas "Nick" Pickering (født 4. august 1963 i South Shields, England) er en tidligere engelsk fodboldspiller, der spillede som midtbanespiller. Han var på klubplan tilknyttet Sunderland, Coventry City, Derby County, Darlington og Burnley. Med Coventry vandt han i 1987 FA Cuppen.
Pickering spillede desuden en enkelt kamp for Englands landshold, som han repræsenterede i 1983 i et opgør mod Australien.

## Titler
FA Cup
- 1987 med Coventry City